# Додхоева, Мунаввара Файзуллоевна
Додхоева Мунаввара Файзуллоевна — таджикистанский учёный, доктор медицинских наук (1999), профессор (2000), член-корреспондент Академии наук РТ (2001), академик НАН Таджикистана (2010). Заслуженный деятель науки и техники Таджикистана, Отличник здравоохранения РТ, врач высшей категории.

## Биография
Родилась 2 июня 1946 года.
Окончила среднюю школу № 11 в городе Ленинабаде (Худжанд) (1964), Таджикский государственный медицинский институт (ныне университет) им. Абуали ибни Сино (1970), клиническую ординатуру (1976) и аспирантуру (1980). Работала там же ассистентом кафедры акушерства и гинекологии.
В 1980 г. в Харькове защитила кандидатскую диссертацию на тему «К вопросу о патогенезе преждевременной отслойки нормально расположенной плаценты в условиях Таджикистана и пути её профилактики».
С 1989 года была доцентом, с 1993 года заведующей кафедрой акушерства и гинекологии № 1 ТГМУ им. Абуали ибни Сино. В 1998 году в Санкт-Петербурге защитила докторскую диссертацию на тему «Состояние родовспоможения и детородной функции жительниц Таджикистана за период 1986—1996 годов с учётом конфликтной ситуации».
С 22.11.2001 член-корреспондент Академии наук РТ. В 2010 году избрана академиком НАН Таджикистана.
Автор более 350 научных статей, 7 монографий, более 20 научных пособий. Автор-переводчик «Русско-таджикско-латинского медицинского словаря». Соавтор Национальных стандартов в области родовспоможение.
Подготовила 33 кандидата медицинских наук.

## Звания и награды
Заслуженный деятель науки и техники РТ, награждена медалью «Хизмати шоиста», знаком «Отличник здравоохранения». Награждена Почётными грамотами Комитета женщин при Правительстве Республики Таджикистан, Национальной Академии наук Таджикистана.

## Семья
Сын — Додхоев Джамшед Саидбобоевич, врач-неонатолог, доктор медицинских наук, профессор кафедры детских болезней № 1 ГОУ ТГМУ им. Абуали ибни Сино. Дочь — Бузурукова Парвина Саидбобоевна, врач акушер-гинеколог, кандидат медицинских наук.